# How Come U Don't Call Me Anymore?
«How Come U Don't Call Me Anymore?» es una canción de Prince. Es una balada de anhelo romántico con algunos elementos de góspel. En su grabación original de la canción, que fue lanzada como lado B que no pertenece al álbum de su sencillo de 1982 «1999», Prince interpreta la mayor parte de la canción en su rango de falsete, con su propio piano de blues como único acompañamiento instrumental. La primera aparición de la canción en un álbum fue en su compilación de 1993 The Hits/The B-Sides. Más tarde se incluyó en la banda sonora de la película Girl 6 de 1996. Prince también interpreta la canción en su álbum en vivo de 2002, One Nite Alone... Live!.
Los artistas que han versionado la canción incluyen a Stephanie Mills (1983), Joshua Redman (1998) y Alicia Keys (2001). Bilal grabó la canción que aparece en su sencillo de 2001 «Fast Lane». Roger Cicero grabó la canción con Soulounge para el álbum Home de 2004; se incluye una versión en vivo de Cicero en su sencillo de 2008 «Alle Möbel verrückt».

## Versión de Alicia Keys

### Grabación y producción
Alicia Keys grabó una versión de la canción, retitulada «How Come You Don't Call Me», para su álbum de estudio debut Songs in A Minor (2001). Más tarde le dijo a Billboard : «Nunca había escuchado [el original] antes. Me dieron una copia de la canción en cinta. La escuché todos los días durante tres semanas. Es tan cruda y tan verdadera, solo la estaba sintiendo, realmente salió bien».
La versión de Keys se inspiró en una relación a largo plazo con una pareja y fue producida por ella misma junto con Kerry Brothers, Jr. Un remix oficial de la canción, producido por el Neptunes, se incluyó en la reedición Remixed & Unplugged in A Minor de Songs in A Minor en 2002. Cuenta con la voz de Justin Timberlake hacia el final de la pista.

### Video musical
El video musical fue dirigido por Little X. Contiene referencias a la cultura popular japonesa, como Buru Buru Dog de San-X y Kero-chan de Cardcaptor Sakura, además del personaje coreano Mashimaro. El video comienza con Keys despertándose por la mañana y siguiendo su rutina diaria a lo largo del video, terminando con una actuación en el escenario. El video termina con una llamada telefónica de su supuesto novio (interpretado por Mike Epps) con una excusa de por qué no la ha llamado, y ella le cuelga riendo.

### Recepción crítica
Mark Anthony Neal de PopMatters sintió que la canción era creíble, pero se quedó corta con respecto a la portada original o de Stephanie Mills de 1983. Keys ha dicho que Prince le dijo que le encantaba su versión de la canción.

### Lista de canciones y formatos
- Reino Unido y Irlanda sencillo en CD y Europa promocional sencillo en CD[12]

1. «How Come You Don't Call Me» (Versión original radio) – 3:31
2. «How Come You Don't Call Me» (Neptunes Remix) – 4:23

- Reino Unido y Irlanda maxi sencillo en CD[13]

1. «How Come You Don't Call Me» (Versión original radio) – 3:31
2. «How Come You Don't Call Me» (Neptunes Remix) – 4:23
3. «How Come You Don't Call Me» (Versión en vivo) – 5:18
4. «Butterflyz» (Roger Sanchez Release Mix) – 9:11
5. «How Come You Don't Call Me» (Video)

- Europa maxi sencillo en CD[14]

1. «How Come You Don't Call Me» (Versión original radio) – 3:31
2. «How Come You Don't Call Me» (Neptunes Remix) – 4:23
3. «Butterflyz» (Rogers Release Mix) – 9:11
4. «How Come You Don't Call Me» (Video)

- Australian y Nueva Zelanda maxi sencillo en CD[15]

1. «How Come You Don't Call Me» (Neptunes Remix) – 4:23
2. «How Come You Don't Call Me» (Versión original radio) – 3:31
3. «How Come You Don't Call Me» (Album Version) – 3:57
4. «How Come You Don't Call Me» (Video)

- España promocional sencillo en CD[16]

1. «How Come You Don't Call Me» (Remix) – 4:23
2. «How Come You Don't Call Me» (Radio Edit) – 3:31

- Estados Unidos promocional sencillo en CD[17]

1. «How Come You Don't Call Me» (Radio Edit) – 3:31
2. «How Come You Don't Call Me» (Instrumental) – 3:59
3. «How Come You Don't Call Me» (Call Out Hook) – 0:10

- Estados Unidos promocional sencillo en CD (Neptunes Remix)[18]

1. «How Come You Don't Call Me» (Radio Edit) – 4:23
2. «How Come You Don't Call Me» (Instrumental) – 4:33
3. «How Come You Don't Call Me» (Call Out Hook) – 0:10

- Estados Unidos 12-pulgadas vinilo[19]

A. «How Come You Don't Call Me» (Neptunes Remix – Main) – 4:21
B. «How Come You Don't Call Me» (Neptunes Remix – Instrumental) – 4:21
- Reino Unido 12-pulgadas vinilo[20]

A1. «How Come You Don't Call Me» (Original Album Version) – 3:57
A2. «How Come You Don't Call Me» (Neptunes Remix) – 4:23
B1. «Butterflyz» (Roger's Release Mix) – 9:11
- Reino Unido promocional 12-pulgadas vinilo[21]

A1. «How Come You Don't Call Me» (Neptunes Remix) – 4:23
A2. «Troubles» (Jay-J & Chris Lum Moulton Mix) – 8:59
B1. «Butterflyz» (Roger Sanchez Club Mix) – 9:11
B2. «How Come You Don't Call Me» (Versión en vivo) – 3:10

### Posicionamiento en listas
| Listas (2002)                              | Mejor posición |
| ------------------------------------------ | -------------- |
| Alemania (Official German Charts)          | 80             |
| Australia (ARIA)                           | 29             |
| Bélgica (Ultratip Bubbling Under) Flanders | 9              |
| Bélgica (Ultratip Bubbling Under) Wallonia | 3              |
| Escocia (Official Charts Company)          | 40             |
| Estados Unidos (Billboard Hot 100)         | 59             |
| Estados Unidos (Hot R&B/Hip-Hop Songs)     | 30             |
| Estados Unidos (Mainstream Top 40)         | 34             |
| Estados Unidos (Rhythmic)                  | 23             |
| Europa (European Hot 100 Singles)          | 62             |
| Hungría (Single Top 40)                    | 4              |
| Irlanda (IRMA)                             | 32             |
| Países Bajos (Dutch Top 40)                | 18             |
| Países Bajos (Single Top 100)              | 73             |
| Reino Unido (UK Singles Chart)             | 26             |
| Reino Unido (UK R&B Singles)               | 6              |
| Rumania (Airplay 100)                      | 97             |
| Suiza (Schweizer Hitparade)                | 60             |

### Historial de lanzamiento
| País           | Fecha               | Formato                                                                        | Discográfica | Ref    |
| -------------- | ------------------- | ------------------------------------------------------------------------------ | ------------ | ------ |
| Estados Unidos | 12 de marzo de 2002 | Contemporary hit radio, rhythmic contemporary radio y urban contemporary radio | J Records    | [ 40 ] |
| Australia      | 1 de julio de 2002  | Maxisencillo                                                                   | BMG          | [ 41 ] |
| Reino Unido    | 8 de julio de 2002  | Doce pulgadas, Casete y maxisencillo                                           | RCA          | [ 42 ] |
| Francia        | 9 de julio de 2002  | Maxisencillo                                                                   | BMG          | [ 43 ] |